# Elaphoglossum kivuense
Elaphoglossum kivuense är en träjonväxtart som beskrevs av Schelpe. Elaphoglossum kivuense ingår i släktet Elaphoglossum och familjen Dryopteridaceae. Inga underarter finns listade.